# Dave Markee
Dave Markee (* in Haxey, North Lincolnshire) ist ein britischer Rockmusiker.

## Karriere
Markee absolvierte seine Schulausbildung zunächst im nahe gelegenen Scunthorpe. Im Alter von 15 Jahren reifte in ihm der Wunsch, Berufsmusiker zu werden und er studierte später Musik am Trinity College in London. Anfang der 1970er Jahre schloss er sich der Band von Alan Price an, mit der er für drei Jahre tourte. Er war zudem als Studiomusiker tätig, so spielte er 1971 als einer von fünf Bassisten auf dem Jazzrockalbum Septober Energy von Centipede. Es folgten Aufnahmen mit unter anderem Ray Dorset und Leo Sayer. Er wurde häufig von Produzent Glyn Johns gebucht und spielte auf den Debütalben von Joan Armatrading, David Dundas,  Chris Rea sowie dem ersten Soloalbum von Roger Chapman. In den frühen 1970er Jahren arbeitete er als Musiker an den Spielfilmen Der Erfolgreiche und Alfie, der liebestolle Schürzenjäger; bei ersterem war er als Statist zudem als Bassist zu sehen.
Zwischen 1979 und 1982 war er Mitglied der Band von Eric Clapton. Er ist auf dem Studioalbum Another Ticket und dem Livealbum Just One Night zu hören. Nach dem Ende einer Tournee durch Nordamerika begannen 1982 die Aufnahmen für das Album Money and Cigarettes auf den Bahamas. Produzent Tom Dowd war unzufrieden mit dem Vorankommen und dem Klang der Aufnahmen; nach zwei Wochen war noch nicht einmal ein einziges Stück fertig geworden. Daraufhin entließ Clapton mit Ausnahme des Gitarristen Albert Lee seine komplette Band. Markee kehrte daraufhin nach England zurück.
Markee wurde bereits Ende der 1970er Jahre von Bryn Haworth der Bibel nähergebracht und wandte sich 1979 vollends dem christlichen Glauben zu. Seitdem betätigt er sich in Gemeindearbeit und macht christliche Musik. Er ist nach einer zwischenzeitlichen Scheidung zum zweiten Mal mit seiner Frau Zoë verheiratet, mit der er drei Töchter hat.

## Diskografie (Auszug)
- 1971: Septober Energy – Centipede
- 1972: Cold Blue Excursion – Ray Dorset
- 1974: Just a Boy – Leo Sayer
- 1975: Another Year – Leo Sayer
- 1976: Joan Armatrading – Joan Armatrading
- 1976: Winning – Russ Ballard
- 1977: At the End of a Perfect Day – Chris de Burgh
- 1977: David Dundas – David Dundas
- 1977: Show Some Emotion – Joan Armatrading
- 1978: No Bad Habits – Graham Bonnet
- 1978: Whatever Happened to Benny Santini? – Chris Rea
- 1979: Chappo – Roger Chapman
- 1979: Diamond Cut – Bonnie Tyler
- 1980: Just One Night – Eric Clapton
- 1980: McVicar – Roger Daltrey
- 1981: Another Ticket – Eric Clapton
- 1982: Lead Me to the Water – Gary Brooker
- 1983: Sample & Hold – Climax Blues Band